# Théo Maledon
Théo Louis Maledon (Rouen, 12 juni 2001) is een Frans basketballer  die in de NBA speelt als point guard.

## Biografie
Maledon maakte op 16-jarige leeftijd in het seizoen 2017-2018 zijn debuut voor LDLC ASVEL in de LNB Pro A, de Franse eerste klasse in het basketbal. Op 13 augustus 2018 tekende Maledon bij LDLC ASVEL ook zijn eerste profcontract. Met LDLC ASVEL werd Maledon tijdens het seizoen 2018-2019 zowel Frans landskampioen als bekerwinnaar. Nadat het basketseizoen 2019-2020 in Frankrijk vroegtijdig werd stopgezet als gevolg van de COVID-19-pandemie stelde Maledon zich op 5 april 2020 kandidaat voor de NBA-draft in 2020. Tijdens deze draft werd Maledon als 34e uitgepikt door de Philadelphia 76ers. Enkele dagen later werden de draft-rechten op Maledon al overgedragen aan de Oklahoma City Thunder waarbij Maledon betrokken werd in een bredere ruil: Oklahoma verwierf naast de rechten op Maledon ook nog Al Horford, de draftrechten op Vasilije Micić en een eerste ronde draft van Philadelphia in 2025. In ruil verhuisden Terrance Ferguson, Danny Green en Vincent Poirier naar Philadelphia.
In zijn rookie-seizoen krijgt Maledon vrij snel de nodige speelminuten in de NBA: in 65 wedstrijden is hij goed voor gemiddeld 27,4 minuten speeltijd en 10,10 punten per wedstrijd. Het daaropvolgende seizoen wordt Maledon  kortstondig uitgeleend aan Oklahom City Blue, de geaffilieerde ploeg van Oklahoma City Thunder in de NBA G-league. Na 7 wedstrijden wordt hij echter al teruggeroepen naar Oklahoma City Thunder. Op 30 september 2022 werd Maledon, samen met Derrick Favors, Ty Jerome, Maurice Harkless en een toekomstige 2e ronde draftpick geruild naar de Houston Rockets. David Nwaba, Sterling Brown, Trey Burke, en Marquese Chriss maken de omgekeerde beweging en verhuizen naar Oklahoma. Enkele dagen later zagen de Rockets al af van de diensten van Maledon. Op 15 oktober 2022 tekende Maledon een contract bij Charlotte Hornets.
In 2019 maakte Maledon zijn debuut bij de Franse nationale ploeg. Hij maakte deel uit van de Franse selectie voor Eurobasket 2022. Samen met zijn landgenoten behaalde hij de zilveren medaille op dit Europees kampioenschap.

## Statistieken
| Legenda | Legenda                | Legenda | Legenda                 | Legenda | Legenda               |
| ------- | ---------------------- | ------- | ----------------------- | ------- | --------------------- |
| WG      | Wedstrijden gespeeld   | WS      | Wedstrijden als starter | MPW     | Minuten per wedstrijd |
| 2P%     | Twee-punterpercentage  | 3P%     | Drie-punterpercentage   | VW%     | Vrije-worppercentage  |
| RPW     | Rebounds per wedstrijd | APW     | Assists per wedstrijd   | SPW     | Steals per wedstrijd  |
| BPW     | Blocks per wedstrijd   | PPW     | Punten per wedstrijd    | Vet     | Hoogste in carrière   |

### In Europa

#### Regulier seizoen
| Seizoen  | Team       | WG | WS | MPW  | 2P%  | 3P%  | FW%  | RPW  | APW  | SPW  | BPW  | PPW  |
| -------- | ---------- | -- | -- | ---- | ---- | ---- | ---- | ---- | ---- | ---- | ---- | ---- |
| 2017/18  | LDLC ASVEL | 9  | 0  | 3,6  | 20,0 | 0,0  | 50,0 | 0,60 | 0,40 | 0,00 | 0,00 | 0,60 |
| 2018/19  | LDLC ASVEL | 33 | 22 | 17,8 | 49,1 | 40,6 | 86,8 | 2,10 | 2,20 | 0,90 | 0,20 | 7,40 |
| 2019/20  | LDLC ASVEL | 21 | 10 | 16,2 | 39,4 | 28,6 | 86,7 | 1,90 | 2,00 | 0,70 | 0,10 | 6,70 |
| Carrière | Carrière   | 63 | 32 | 15,2 | 44,3 | 33,6 | 86,1 | 1,80 | 1,90 | 0,70 | 0,10 | 6,20 |

#### Playoffs
| Seizoen | Team       | WG | WS | MPW  | 2P%  | 3P%  | FW%  | RPW  | APW  | SPW  | BPW  | PPW  |
| ------- | ---------- | -- | -- | ---- | ---- | ---- | ---- | ---- | ---- | ---- | ---- | ---- |
| 2018/19 | LDLC ASVEL | 10 | 2  | 14,2 | 37,1 | 35,3 | 86,7 | 1,60 | 1,30 | 0,40 | 0,10 | 4,50 |

#### EuroLeague
| Seizoen  | Team       | WG | WS | MPW  | 2P%  | 3P%  | FW%  | RPW  | APW  | SPW  | BPW  | PPW  |
| -------- | ---------- | -- | -- | ---- | ---- | ---- | ---- | ---- | ---- | ---- | ---- | ---- |
| 2017/18  | LDLC ASVEL | 2  | 0  | 5,5  | 0,0  | 0,0  | -    | 0,00 | 0,50 | 0,00 | 0,00 | 0,00 |
| 2018/19  | LDLC ASVEL | 18 | 12 | 17,8 | 40,9 | 35,1 | 82,6 | 2,40 | 2,10 | 0,40 | 0,20 | 7,10 |
| Carrière | Carrière   | 20 | 12 | 16,6 | 40,0 | 33,3 | 82,6 | 2,20 | 2,00 | 0,40 | 0,20 | 6,40 |

#### EuroCup
| Seizoen | Team       | WG | WS | MPW  | 2P%  | 3P%  | FW%  | RPW  | APW  | SPW  | BPW  | PPW  |
| ------- | ---------- | -- | -- | ---- | ---- | ---- | ---- | ---- | ---- | ---- | ---- | ---- |
| 2019/20 | LDLC ASVEL | 22 | 12 | 17,7 | 45,6 | 36,7 | 68,9 | 1,80 | 3,10 | 0,30 | 0,10 | 7,40 |

### NBA

#### Regulier seizoen
| Seizoen  | Team                  | WG  | WS | MPW  | 2P%  | 3P%  | FW%  | RPW  | APW  | SPW  | BPW  | PPW   |
| -------- | --------------------- | --- | -- | ---- | ---- | ---- | ---- | ---- | ---- | ---- | ---- | ----- |
| 2020/21  | Oklahoma City Thunder | 65  | 49 | 27,4 | 36,8 | 33,5 | 74,8 | 3,20 | 3,50 | 0,90 | 0,20 | 10,10 |
| 2021/22  | Oklahoma City Thunder | 51  | 7  | 17,8 | 37,5 | 29,3 | 79,0 | 2,60 | 2,20 | 0,60 | 0,20 | 7,10  |
| Carrière | Carrière              | 116 | 56 | 23,2 | 37,1 | 32,2 | 76,6 | 2,90 | 2,90 | 0,80 | 0,20 | 8,80  |